# Perlehøns
- Familie Perlehøns Numididae
  - Hvidbrystet kalkunhøne, Agelastes meleagrides
  - Sort kalkunhøne, Agelastes niger
  - Perlehøne, Numida meleagris
  - Parykperlehøne, Guttera plumifera
  - Krøltoppet perlehøne, Guttera pucherani
  - Gribbeperlehøne, Acryllium vulturinum